# Мезоморфна фаза
Мезоморфна фаза (англ. mesomorphic phase) — стан системи, часто в концентрованих поверхнево-активних речовинах, коли анізотропні молекули або молекулярні частинки впорядковано розташовані в одному (нематичний стан) або в двох (смектичний стан) напрямках і статистично — у решті напрямків.